# Chaiwat Janekarnwanit
Chaiwat Janekarnwanit (thailändisch ชัยวัฒน์ เจนการวณิช; * 24. Juni 2003) ist ein thailändischer Fußballspieler.

## Karriere
Chaiwat Janekarnwanit steht seit Sommer 2024 beim Suphanburi FC unter Vertrag. Der Verein aus Suphanburi spielte in der zweiten Liga, der Thai League 2. Sein Zweitligadebüt gab Nisofron Padorlee am 26. April 2025 (34. Spieltag) im Heimspiel gegen den Chonburi FC. Bei der 0:1-Heimniederlage wurde er in der 88. Minute für Phitak Phimpae eingewechselt. Am Ende der Saison musste er mit Suphanburi in die dritte Liga absteigen.